# Sacre d'Henri IV
Le sacre d'Henri IV est la cérémonie religieuse par laquelle Henri IV, successeur légitime au trône de France depuis la mort d'Henri III en 1589, est solennellement couronné roi de droit divin. La cérémonie du sacre est célébrée le dimanche 27 février 1594 dans la cathédrale Notre-Dame de Chartres sous l'office de l'évêque Nicolas de Thou.

## Contexte

### Héritage du trône de France et abjuration
En 1574, Henri III accède au trône. Il s'oppose d'une part aux protestants et d'autre part aux ultra-catholiques de la Ligue, menés par les Guise. Les deux camps veulent l'un comme l'autre « contrôler les décisions du roi ».
En décembre 1588, Henri III commandite l'assassinat des Guise (le duc et le cardinal), qui ont l'ambition d'accéder au trône. Les deux Guise assassinés, Henri de Valois, contraint de composer avec le camp protestant, se coalise avec leur chef, son cousin Henri de Navarre et le confirme comme premier prétendant au trône. Cette alliance est contestée par une grande partie des catholiques et quelques prélats prônent « la révolte ouverte et la légitimité de l'assassinat » d'Henri III,.
Après l'assassinat d'Henri III, en 1589, Henri de Navarre hérite du trône. Bien qu'il rassemble autour de lui des catholiques loyalistes, Henri IV, qui possède « souplesse et talents militaires », toujours protestant, n'arrive pas à être légitimé par la majeure partie du royaume.
En avril 1591, après un long siège de 48 jours, Henri IV prend possession de Chartres, important centre d'approvisionnement de la capitale et deuxième ville partisane de la Ligue. D'autres places fortes suivent en 1591, 92 et 93. Dès lors, très vite, afin de parachever sa conquête du royaume, sa conversion au culte catholique devient l'unique voie possible. Il abjure ainsi sa religion le 23 juillet 1593. Pour autant, la conversion du roi suscite, chez des contemporains d'Henri IV et en particulier chez le théologien Jean Boucher, des controverses et des méditations sur la conception de la monarchie en France face au protestantisme et la problématique du sacre du roi reste au cœur des préoccupations. Boucher, dans ses Sermonts, juge ainsi que l'abjuration d'Henri IV est « simulée »,.

### Choix du lieu de sacre
Après cette conversion il s'agit, pour le conseil royal, de faire couronner Henri de Navarre de manière solennelle, à l'instar de ses prédécesseurs.
Reims est à cette époque aux mains des ligueurs et ne peut être prise par les armes et les regalia conservées à Saint-Denis ont fait l'objet d'une destruction,,. En outre, les historiographes proches d'Henri IV, ainsi que ses conseillers, remarquent que d'autres édifices religieux que la cathédrale de Reims ont été précédemment des lieux de sacre, tel que la cathédrale d'Orléans pour le couronnement de Louis VI,. Henri IV, qui projette depuis plusieurs années de se faire solennellement couronner, envisage un temps d'effectuer la cérémonie du sacre dans la basilique de Saint-Denis, juste après sa conversion. Cette perspective, estimée un peu hâtive, n'est finalement pas retenue.
Compte tenu de la position géographique et du contexte militaire de Chartres, à présent assujettie au pouvoir royal, mais également en raison du « prestige de sa cathédrale », le choix du lieu de sacre du roi se porte sur la cathédrale Notre-Dame de Chartres,,. Cette décision est prise début août 1593. Le 20 août suivant, un contrat est passé pour faire aménager l'édifice religieux. La date de la cérémonie de sacre est entérinée pour le 27 février 1594.

### Fin 1593 et début 1594: un contexte politique favorable
Au début de l'année 1594, la majeure partie du bas et haut clergé est alors favorable à Henri IV. Quatorze archevêques et cent quatre évêques soutiennent le roi, tandis que trois archevêques et quinze évêques, favorables à la Ligue, s'opposent à lui.
Du côté de la haute noblesse, le roi donne à Henri Ier de Montmorency le titre de premier connétable de France, en décembre 1593,,,,,. Le duc de Montmorency, allié d'obédience catholique et haute personnalité du Languedoc, représente en outre une maison ayant « toujours été le fléau de la balance entre les partis opposés ».
Enfin, alors que les préparatifs de la cérémonie sont en cours, un événement vient conforter la résolution d'Henri IV de se faire sacrer : le 7 février 1594, Lyon, qui était aux mains de la Ligue et du duc de Nemours depuis 1589, est reprise par les partisans royalistes, avec à leur tête l'échevin Jacques Jacquet,,. Lors de la reddition des ligueurs sur la ville, la population lyonnaise clame : « Vive le roi ! »,.

## Préparatifs du sacre

### Aménagement de la cathédrale de Chartres

#### Matériaux, main-d'œuvre et contrat

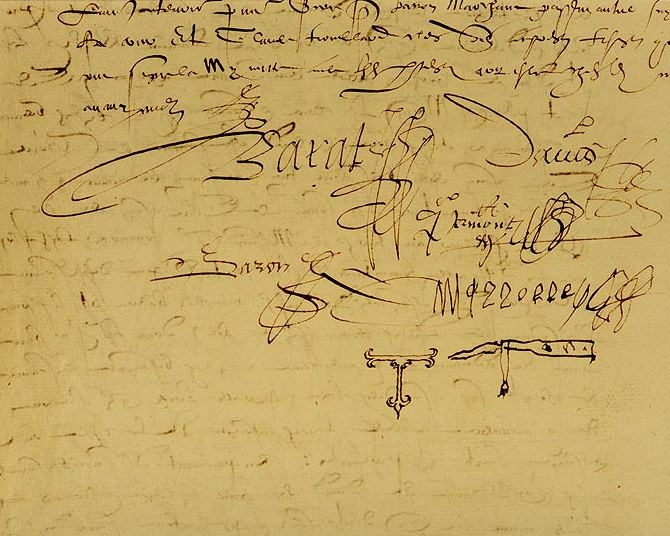
Bas du contrat d'aménagement de la cathédrale pour le sacre d'Henri IV.

Les pièces de bois et les clous nécessaires à l'aménagement de la cathédrale sont fournis par un marchand de bois, Pierre Gemond,. Le montant des matériaux s'élève à un total de 300 écus d'or et sont payés en trois versements. Les travaux sont confiés à deux charpentiers, Jehan Marolles et Claude Bedion, ainsi qu'à un menuisier, Toussaint Lehongre,. Les rémunérations des trois artisans de Chartres s'élèvent à coût total de 200 écus d'or et sont également versées en trois tranches. Afin de prévenir toutes contestations du contrat passé avec les deux représentants du roi — Robert Barot, conseiller du roi et Michel David, « commis du trésorier royal des menues affaires de la Chambre » —, les artisans réalisent un partenariat avec Jean Baudoyn, un menuisier fournisseur de la couronne (menuisier ordinaire du roi),.
Le contrat passé avec les chartrains comporte deux clauses remarquables : la première stipule que artisans et marchand de bois seraient indemnisés si le roi venait à décider de ne pas se faire sacrer dans la cathédrale de Chartres ; la seconde clause, probablement en raison de l'état des caisses royales, spécifie que la rémunération des chartrains soit cautionnée par les biens possédés par les délégués royaux,,.

#### État des lieux
L'état de la cathédrale de Chartres en 1594 et celui de l'édifice quatre siècles plus tard, sont, peu ou prou, quasiment identiques. Toutefois, l'édifice religieux, et notamment son chœur, présente quelques différences notables.
À l'époque du sacre, la clôture de chœur n'est pas achevée : sur les quarante groupes de statues, dix-sept groupes et leurs niches n'ont pas encore été sculptés. Le jubé, également appelé le pulpitre, détruit en 1763, forme un cloisonnement de 19,40 m de long sur 14,78 m de large entre la nef et le chœur,,. Par ailleurs, le groupe de statuaire sculpté par Charles-Antoine Bridan dans les années 1770 et représentant l'Assomption de Marie ne trône pas encore sur le maître-autel. À la place, se tient une statue de la Vierge conçue en argent, dorée à la feuille et encadrée par des colonnes faites en cuivre, lesquelles sont couronnées par des anges tenant un flambeau. D'autre part, des tissus de noble facture sont tendus sur le grand autel et le ciborium est accroché à une crosse.
Extérieurement, la cathédrale est recouverte d'un toit fait en plomb et non en cuivre, tandis qu'un clocher, de petite taille, s'élève alors à l'aplomb de la croisée du transept.

#### Travaux
Les travaux débutent le 1er septembre 1593 et sont achevés avant le 9 octobre suivant. Les travaux d'aménagement consistent, principalement, d'une part à accroître la capacité d'accueil du chœur de l'édifice et d'autre part à surmonter le manque de visibilité du roi par le peuple provoqué par la masse du jubé, la nef étant le lieu où doit siéger le grand public et le chœur étant le lieu dans lequel siègent les hauts dignitaires du royaume et où se tient la cérémonie du sacre. Les données et informations permettant de restituer les aménagements de l'édifice sont fournies par deux documents : le contrat conclu entre les chartrains et les représentants du roi et le compte rendu de la cérémonie, écrit par De Thou,.
Le jubé est entièrement recouvert par un plancher en bois. Cette structure est supportée par huit chevalets. Le plancher est surmonté d'une estrade dont l'accès est réalisé par un escalier de trois ou quatre marches. Durant la seconde phase de la cérémonie, cette estrade, ou pupitre, munie d'un siège destiné au roi et de bancs pour les pairs du royaume, permettra à Henri IV d'être visible à hauteur de poitrine non seulement du grand public se trouvant dans la nef, mais également de l'assemblée de dignitaires placée dans le chœur. Des saillies sont pratiquées entre les deux tribunes du chœur et le plancher couvrant le jubé, permettant d'exhausser des accès entre ces structures.
Deux escaliers, d'environ 1,80 m de large, sont mis en œuvre entre l'estrade et le chœur. Leurs limons, supportés par des pieds-droits et des arcades, mesurent environ 10 m de long pour une épaisseur de 0,37 m et une largeur de 0,18 m. La construction de ces deux escaliers charpentés implique que les escaliers d'origine partant du jubé sont peut-être alors soit en mauvais état, soit pas assez vastes, soit d'une hauteur insuffisante pour atteindre le plancher.
Au sein du chœur, deux tribunes sont disposées le long des côtés latéraux. Ces galeries, qui comportent chacune quatre gradins, se déploient sur une longueur de 39 m et une largeur de 2,70 m. En façade, les deux tribunes sont munies de lices pour empêcher les chutes des spectateurs, tandis que des parois de 2 m de haut sont fixées au fond, afin que les participants ne puissent accéder aux gradins via le tour de chœur. Les tribunes sont chacune soutenues par deux séries de pieds-droits — l'une disposée à l'avant, l'autre placée à l'arrière. Les pieds-droits sont distants d'environ 1,80 m les uns des autres.
Pour accéder aux tribunes, deux autres escaliers, conçus aux mêmes dimensions que ceux montant du chœur à l'estrade, sont ajoutés en arrière et à l'extérieur du chœur.

#### Décoration du chœur et mobilier

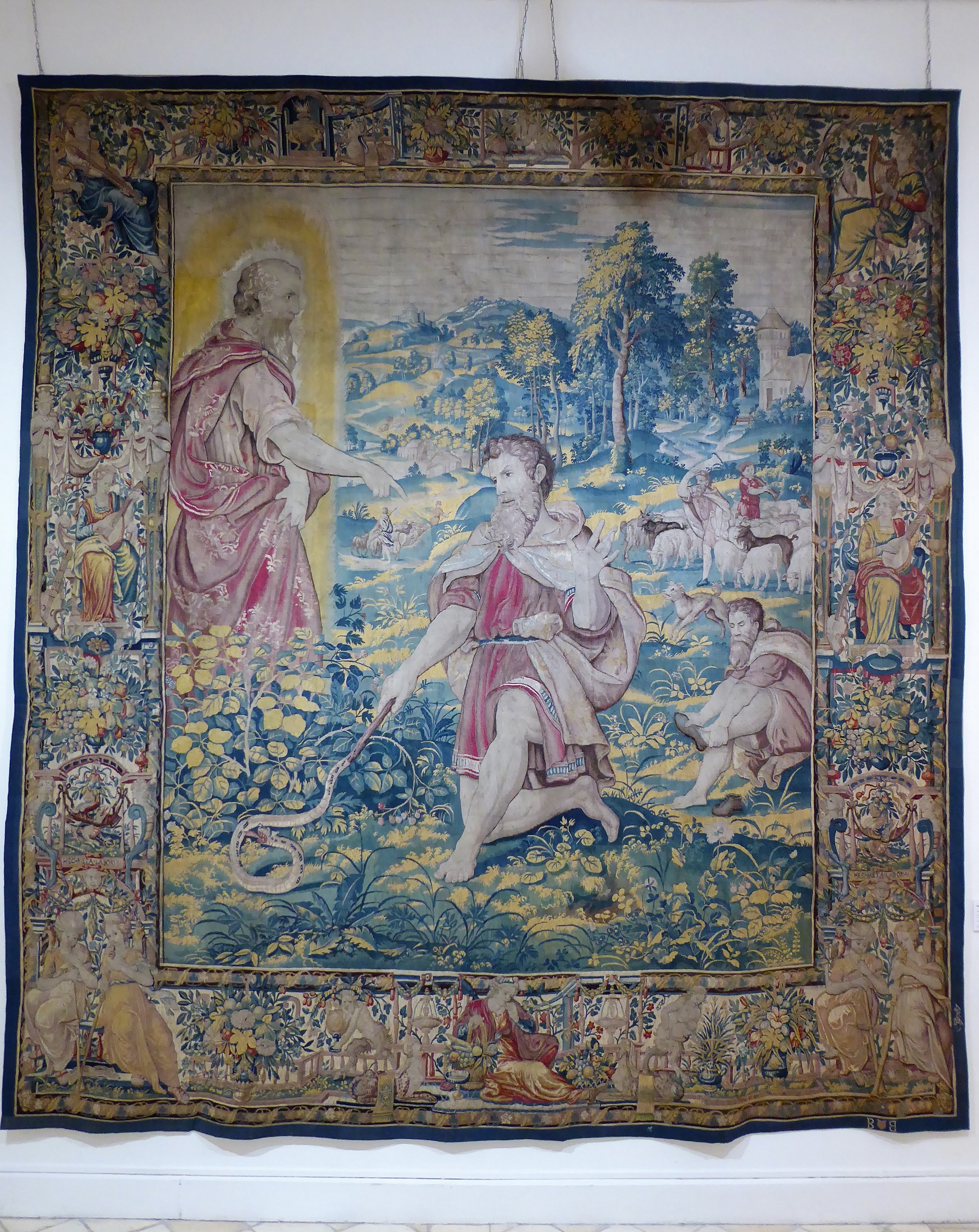
Tapisserie Moïse devant le buisson ardent.

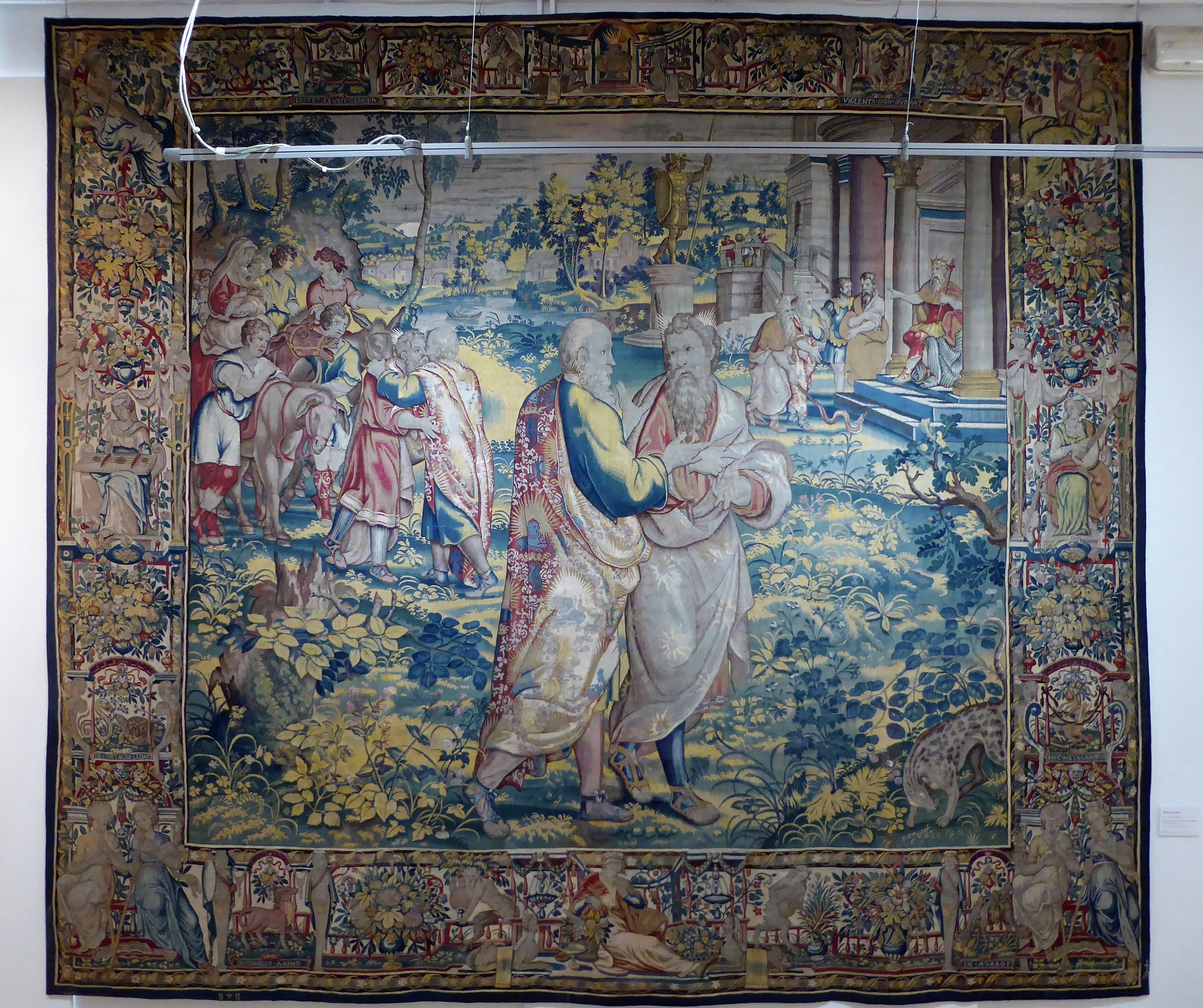
Tapisserie Moïse et Aaron se rendant chez le Pharaon tendue dans le chœur de la cathédrale lors du sacre d'Henri IV ; œuvre attribuée au bruxellois Martin Reymbouts.

Les documents (récit de l'évêque de Thou et marché d'aménagement de la cathédrale) fournissent peu de détails sur la décoration du chœur, mais elle paraît être globalement abondante et opulente. Elle consiste essentiellement en de nombreux tapis et tapisseries tendus sur les murs, au sol ainsi que sur bancs et chaises,,. Le chœur, la partie de la cathédrale où se déroule la cérémonie proprement dite, est ainsi décorée de tapisseries appartenant au roi et de tapisseries provenant du trésor de Chartres,,,.
Le corpus de tapisseries du chapitre de la cathédrale, commandées puis données par de Thou le 3 novembre 1578, parent l'intérieur de l'édifice lors du sacre d'Henri IV ainsi que pour les autres cérémonies d'importance, notamment les fêtes religieuses,,. Les tapisseries du trésor de Chartres achetées par l'évêque comportent onze pièces. Dix d'entre elles, faites en laine et en soie et dont le périmètre est de 40 aunes, représentent des scènes de la vie de Moïse, d'après des tableaux de Raphaël et ont été tissées dans l'atelier bruxellois de Martin Reymbouts, décrites et mentionnées par André Félibien,,,,,,. Il n'y a plus de traces de cinq des tapisseries évoquant les scènes de la vie de Moïse,. Les cinq autres tapisseries encore visibles, dont l'existence est encore attestée, sont conservées au musée des Beaux-Arts de Chartres et sont intitulées : Le buisson ardent, Moïse faisant jaillir l'eau du rocher, Moïse et Pharaon, La Manne dans le désert et Le Passage de la Mer Rouge,. La onzième pièce de tapisserie commandée par de Thou évoque la scène de l'Adoration des mages,.
Deux fauteuils, l'un pour Henri IV, l'autre pour Nicolas de Thou, sont disposés sur la gauche de l'autel,. Ces deux fauteuils se trouvent en vis à vis et sont distants de plus d'un mètre l'un de l'autre. Le fauteuil d'Henri IV est recouvert d'un dais de 5 mètres sur 5 et rehaussé de 15 cm. Un appui d'oratoire, tendu d'une étoffe en toile en argent damassée et décorée de feuilles rouges, est aménagé entre les deux sièges. Le siège destiné au connétable, un escabeau sur lequel est tendue d'une étoffe en satin bleu orné de fleur de lys, est placé juste à l'arrière du dais royal. Le siège du chancelier, également sans dossier ni bras et recouvert de la même pièce d'étoffe, est installé derrière celui du connétable, à un mètre de distance. Les sièges du grand maître de la chambre du roi, du grand chambellan et du premier gentilhomme de la chambre sont successivement disposés à l'arrière de celui du chancelier. Le trône du roi, placé sur l'estrade du jubé, est encadré de part et d'autre par les sièges destinés aux représentants des pairs de France.
L'inventaire de 1593 du trésor de l'ordre du Saint-Esprit met en évidence que la totalité des artefacts, pièces de tissus et vaissellerie provenant de la chapelle de cet ordre de chevalerie, institué par Henri III, sont présents dans le chœur de Notre-Dame de Chartres lors du sacre d'Henri IV. Plusieurs de ses étoffes et objets sont représentés sur la gravure de Martin Desmaretz, dont les dais recouvrant l'autel, l'antependium et probablement le crucifix ainsi que le pavillon (de) du ciboire, lequel pourrait être un camail.

### Regalias

#### Réfection des symboles royaux

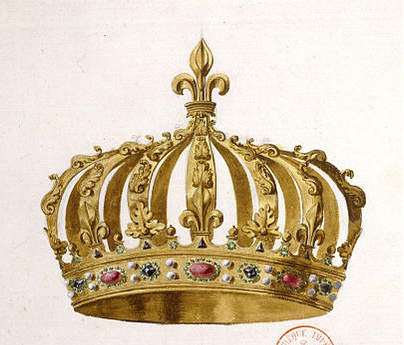
Couronne d'Henri IV.

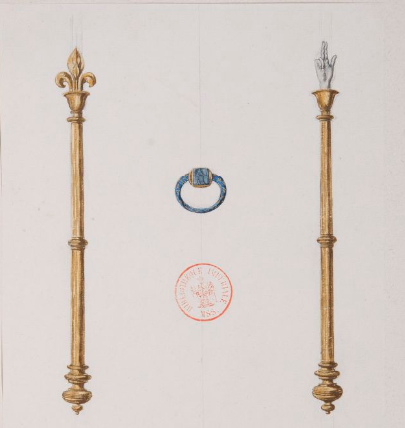
Sceptre (à gauche) et main de justice d'Henri IV (à droite).

Les regalia du trésor de Saint-Denis ayant été soit détruits, soit détenus par les ligueurs,, la totalité des instruments royaux sont reconfectionnés pour la cérémonie du sacre d'Henri IV : couronne, sceptre, main de justice, éperons, épée, etc.,,,,,,. Les apprêts royaux sont également refaits en intégralité. Ces objets de sacre sont transportés à Chartres quelques jours avant la cérémonie, entre le 17 et le 24 février 1594.
Henri IV fait fabriquer deux couronnes : la première, fermée, conçue à l'impériale, est en or, munie de douze branches jointes, à leur sommet, par une fleur de lys à cinq pétales, similaire à celle du sceptre, son cercle de tête présente vingt-quatre émaux blancs, bleus et rouge, ; la deuxième, faite en vermeil, est ouverte,.
Le sceptre, fabriqué pour la cérémonie du 27 février 1594, se présente sous la forme d'un bâton de petite taille dont l'extrémité, sorte de « chapiteau évasé », est couronnée d'une fleur de lys ample composée de cinq pétales. Le sceptre, comme la main de justice, est conçu en vermeil. Les formes et caractéristiques de ce sceptre, fondu en 1793, sont mises en évidence sur une estampe de François Roger de Gaignières ainsi que dans une gravure réalisée par Thomas de Leu et intitulée Henri IV en tenue royale — bien que dans seconde œuvre le bâton apparaisse plus fuselé.

#### Recours à la Sainte Ampoule de Marmoutier
Reims étant sous l'égide de la Ligue, la Sainte Ampoule de Saint-Remi est remplacée par la sainte ampoule de Marmoutier,,,. La fiole de Marmoutier contient un baume qui, selon les écrits des quatre hagiographes Sulpice-Sévère, Paulin de Périgueux, Alcuin et Venance Fortunat, aurait guéri Saint Martin,,. L'onguent conservé à Marmoutier est considéré comme une « huile céleste »,,,. Avant d'être transportée jusqu'à l'abbaye Saint-Père-en-Vallée, la relique de Marmoutier est amenée dans la Cathédrale Saint-Gatien le 29 janvier par le lieutenant général de Tours, Gilles de Souvré. La fiole est ensuite transférée le 30 janvier dans la collégiale Saint-Martin, en date du 25 janvier 1594,.

### Arrivée, protection et sécurité du roi
Depuis son avènement jusqu'à son assassinat par Ravaillac, la sûreté de la vie du roi se trouve être régulièrement mise en péril.
Contrairement à la traditionnelle « entrée solennelle » dans la ville de sacre, et probablement pour satisfaire aux exigences de sécurité, l'arrivée d'Henri IV à Chartres ne s'effectue pas la veille de la cérémonie du sacre, mais le 15 février,. Pour Nicolas De Thou, l'arrivée officielle du roi s'est déjà réalisée lors de son entrée dans Chartres en 1591, après la capitulation de la ville. L'évêque remarque également qu'Henri IV effectue plusieurs visites dans la ville du sacre entre 1591 et 1594. Cette arrivée non protocolaire faite plus d'une semaine avant la cérémonie de sacre permet vraisemblablement de passer outre un long parcours au sein des rues étroites de Chartres.
Parvenu dans l'enceinte de Chartres, Henri IV élit domicile au palais épiscopal, un bâtiment proche de la cathédrale et dont les accès peuvent être facilement surveillés. Henri IV ne déroge pas à la tradition de venir se confesser la veille de son sacre : il va ainsi à la cathédrale le 26 février, à 20 h. Le roi suit probablement alors un parcours lui permettant de rallier directement le palais épiscopal à Notre-Dame de Chartres afin de ne pas être approcher du peuple.
Le chemin suivi par le roi le 27 pour se rendre à la cérémonie, moins direct, mais plus traditionnel, présente plus de risques. Néanmoins, ces risques sont limités : Henri IV est, au cours du trajet menant du palais épiscopal à la cathédrale, très étroitement encadré par la garde écossaise et les hauts dignitaires de France, laïcs et ecclésiastiques. Dans l'enceinte du chœur, lors de la cérémonie, se trouvent de part et d'autre du roi les capitaines des gardes écossaise et française, lesquels sont entourés, à 60 cm de distance, par des capitaines de compagnies, l'ensemble de ces officiers étant appuyé des gardes royaux. Cette garde rapprochée est probablement uniquement constituée de capitaines et soldats catholiques.

### Personnalités et spectateurs présents

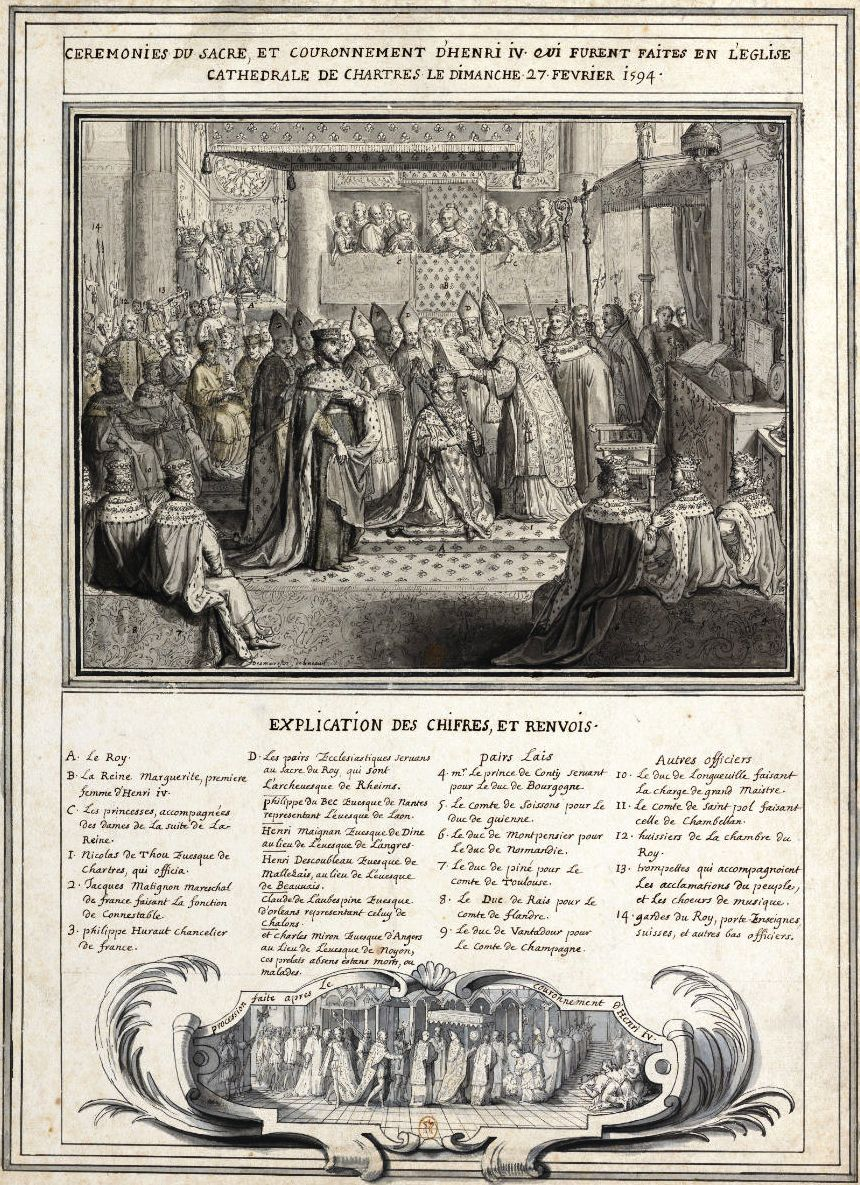

Les duchés de Bourgogne, Aquitaine et Normandie, les comtés de Flandres, Toulouse et Champagne étant annexés au royaume, les pairies n'ont pas de titulaires, ainsi que les archevêchés et évêchés, les douze pairs de France, dont six pairs laïcs et six pairs ecclésiastiques, sont tous représentés par des personnalités (princes, seigneurs et évêques) proches d'une prairie mais n'exerçant pas la fonction de pair et ne possédant pas la titulature : le duc de Bourgogne est représenté par le prince de Conti ; le duc de Normandie est représenté par le comte de Soissons ; le duc est représenté par le duc de Montpensier ; le duc de Luxembourg représente le comte de Toulouse ; le comte de Flandres est représenté par le duc de Retz ; le comte de Champagne est représenté par le duc de Vendatour ; l'archevêque de Reims est représenté par l'évêque de Chartres ; l'évêque de Beauvais est représenté par l'évêque de Mazeillais ; l'évêque de Laon est représenté par l'évêque de Nantes ; l'évêque de Langres est représenté par l'évêque de Digne ; l'évêque de Noyon est représenté par l'évêque d'Angers ; l'évêque de Châlons est représenté par l'évêque d'Orléans,,,.
Le conseil et grand office du roi est composé du chancelier Cheverny ; du grand maître, en la personne du comte Saint-Pol ; du grand chambellan, le duc de Longeville ; du connétable, représenté par le Maréchal Matignon ; du Gentilhomme de la Chambre, le seigneur de Bellegarde (Roger de Saint-Lary, de culte catholique),.
Au sein du chœur, la place échue à chacun des participants et spectateurs de la cérémonie doit répondre à trois paramètres : le camp auquel la personnalité appartient — catholique non rallié à Henri IV, catholique rallié à Henri IV et protestant —, le rôle tenu par la personnalité au cours du sacre et son rang hiérarchique et social.

## Déroulement

### Cérémonie du sacre

#### Serments du roi
Les serments d'Henri IV ont été signés de sa main, cossignés par l'un de ses secrétaires d'état, puis confiés à l'évêque de Chartres afin qu'ils soient gardés à l'archevêché.
Les serments d'Henri IV comprennent trois volets : le serment fait à l'église, le serment fait au royaume et le serment fait à l'Ordre du Saint-Esprit,,,,. C'est à l'occasion de son sacre qu'Henri IV imtroduit pour la première fois le serment prêté à l'Ordre du Saint-Esprit,,. Seuls les serments à l'église et au royaume sont prêtés le jour de la cérémonie du sacre, le serment à l'Ordre du Saint-Esprit étant effectué le lendemain, le 28 février,,,.

##### Serment à l'église catholique de France
Une fois que Nicolas de Thou se soit paré de ses habits pontificaux, il retourne dans le chœur accompagné de l'abbé de Sainte-Geneviève de Paris, du doyen du diocèse de Chartres et de douze chanoines portant les tenues et tuniques de diacres et de sous-diacres. L'évêque consécrateur, après s'être adressé au roi par en ces termes : « Nous vous demandons que vous nous octroyiez à chacun de nous et aux églises desquelles nous avons la charge, les privilèges canoniques et droites lois et justice, et que vous nous défendiez comme un roy en son royaume doit à tous les évêques et leurs églises », l'invite à prononcer ses serments à l'église catholique de France.
Henri de Navarre, s'adressant aux six pairs ecclésiastiques, déclare solennellement :
« Je vous promets et octroye que je vous conserverai en vos priviléges canoniques, comme aussi vos églises, et que je vous donnerai de bonnes loix et vous feray justice et vous défenderai, aidant Dieu par sa grâce, selon mon pouvoir, ainsi qu'un Roi en son royaume doit faire par droit et raison à l'endroit des évêques et de leurs églises. »
— Henri IV, 27 février 1594,.
Pour l'historien Roger Joly, la promesse solennelle d'Henri IV d'appuyer et de défendre la religion catholique est l'« engagement politique » qui lui donne, quelques semaines après, les clés de Paris.

##### Serment au royaume de France
Après le serment fait à l'église, deux des six évêques, l'évêque de Laon et l'évêque de Beauvais, relèvent Henri IV de la chaise sur laquelle il est agenouillé puis s'adressent « à l'assistance et au peuple » pour savoir s'ils l'acceptent en tant que roi. Pour Marina Valensise, ce principe d'acceptation, évoqué par De Thou dans son récit de la cérémonie, met en évidence que lors du sacre d'Henri IV, « la présentation du roi fut expurgée de toute allusion à un éventuel caractère électif de la royauté et assimilée à une sorte de déclaration de la légitimité du nouveau souverain ». Après leur demande, les deux prélats, « comme s'ils reçevaient ce consentement », convient le roi à prêter serment au royaume, les mains posées sur l'évangile.
Henri IV, s'adressant à l'assistance, déclare :

« Je promets, au nom de Jésus-Christ, ces choses aux chrétiens à moy sujets : 

Premièrement, je mettray peine que le peuple chrétien vive paisiblement avec l'Église de Dieu ; 

Oultre, je tâcherai faire qu'en toutes vacations cessent rapines et toutes iniquités ; 

Oultre, je commanderai qu'en tous jugements, l'équité et miséricorde ayent lieu, à celle fin que Dieu clément et miséricordieux fasse miséricorde à moy et à vous ; 

Oultre, je tâcherai à mon pouvoir, en bonne foy, de chasser de ma jurisdiction et terres de ma sujétion tous héréticques dénoncés par l'Église. 

Promettant, par serment, de garder tout ce qui a esté dit. »

— Henri IV, 27 février 1594,.

#### Remise des éperons et épée de sacre
Après le serment, la tunique d'Henri IV est ôtée. De Thou donne ensuite au roi une prière de bénédiction. Le chambellan met les sandales aux pieds du roi, puis les lui retire et l'évêque consécrateur psalmodie à nouveau une prière. À son tour, le connétable fixe aux jambes du roi ses éperons et lui enlève.
Il est fait de même pour la remise de l'épée, quoique avec plus de temps. De Thou accroche l'épée sacrée à la taille du roi avant de la lui retirer puis de la bénir défaite de son fourreau, pour à nouveau la donner à Henri IV. Épée en main, le roi la tend au-dessus de lui, tandis qu'une prière est prononcée. Henri IV place ensuite l'épée du sacre sur l'autel, laquelle lui est à nouveau remise. Le roi donne à son tour l'objet sacré au connétable qui l'empoigne, lame maintenue à la verticale tout au long de la cérémonie ainsi que durant le banquet.

#### Onction
Après la remise des symboles royaux, l'évêque consécrateur mêle une petite quantité d'huile de la Sainte Ampoule de Marmoutiers avec du saint chrême, puis oint le roi, qui est alors agenouillé. Au cours de l'acte d'onction, des versets sont entonnés par le chantre, chaque verset étant suivi d'un répons fait par le chœur, composé des chanteurs de la chapelle royale.
Henri IV et De Thou se réunissent ensuite devant l'oratoire pour y prier, visage appuyé au sol, tandis que les dignitaires religieux récitent une litanie. Une série de versets, émis par l'évêque consécrateur, alternés par des répons, déclamés par les chanteurs royaux, suit cette phase de la cérémonie. Le roi est oint de la même façon qu'un évêque au cours de sa consécration. L'onction est réalisée en sept fois, chaque fois sur une partie différente du corps d'Henri IV : l'huile sainte est tout d'abord répandue sur sa tête, puis, après que sa camisole et sa chemise lui aient été enlevées, sur sa poitrine, ensuite entre ses omoplates, puis sur chacune de ses épaules et enfin sur chacun de ses entrecoudes. À chaque onction l'archevêque prononce la phrase latine « Ungo te in regem » (« Je t'oins pour la royauté »), formule consacrée systématiquement suivie d'un Amen déclamé par l'assemblée présente dans la cathédrale.
Probablement en raison de la fraîcheur qui règne dans l'enceinte de la cathédrale, Henri IV est tout de suite revêtu de la tunique sous-diacrale, la dalmatique diacrale ainsi que du manteau royal immédiatement après avoir reçu la septième onction,. L'onction des paumes des mains, les huitième et neuvième onctions traditionnellement faites pendant une cérémonie solennelle de couronnement, sont, lors du sacre d'Henri IV, effectuées après que le roi ait été paré des vêtements solennelles. La remise des gants de sacre, préalablement bénis, est opérée après que les deux paumes du roi aient été ointes,,.

#### Remise de l'anneau, du sceptre, de la main de justice et de la couronne

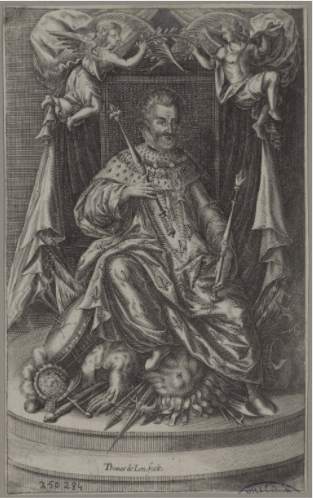
Portrait d'Henri IV en tenue de sacre. Gravure de Thomas de Leu.

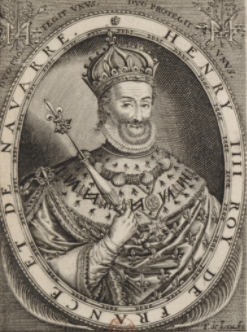
Portrait d'Henri IV en tenue de sacre. Gravure de Thomas de Leu.

Une fois les mains du roi recouverts des gants du sacre, l'archevêque consécrateur procède alors à la bénédiction de l'anneau royal. De Thou enfile ensuite l'anneau béni à l'annulaire droit d'Henri IV, symbole signifiant qu'il « épouse le royaume »,,,. Puis le sceptre et la main de justice sont tour à tour donnés au roi, chaque remise d'instrument royal étant accompagnée de la formule consacrée : « Accepte... ».
Les douze représentants des pairies de France déposent ensuite, conjointement, la couronne sur la tête d'Henri IV. Cet acte conjoint des douze hautes personnalités du royaume fait écho à la monarchie élective, type de monarchie qui a eu cours sous les carolingiens puis perduré sous les capétiens, Philippe Auguste ayant été le dernier roi de France à avoir fait l'objet d'une élection, durant le règne de Louis VII,,,. Durant cette époque le roi se faisait élire, lors de la désignation en assemblée (la « designatio »), par les douze pairs (ou « Grands ») du royaume,,,,,,.
L'acte de couronnement conclu la partie officielle de la cérémonie du sacre. Les douze pairs amènent Henri IV jusqu'à l'estrade surmontant le jubé afin qu'il soit visible du public placé dans la nef. L'évêque de Chartres ôte alors sa mitre, et, après avoir embrassé le roi, proclame : « Que le roi vive dans l'éternité ! ». Cette formule est redite par chacun des pairs et le public clame à la suite : « Vive le roi ! ». Chaque pairs de France vient embrasser baiser roi ; au duc d'Elbeuf, Henri IV, « par amitié », lui rend son baiser tout en lui donnant une petite claque sur la joue. Puis, tour à tour, arquebuses, canon et instruments de musique font résonner leurs chants respectifs tandis que les hérauts répandent des pièces d'or et d'argent au public et aux princes de sang,,,. Au même moment, la grand-messe débute dans l'enceinte du chœur.

### L'après cérémonie de sacre

#### La grand-messe
Henri IV, installé sur l'estrade du jubé durant l'office de la grand-messe, pose un baiser sur l'évangile à lecture de celui-ci. L'évangile lui est présenté par l'évêque de Bourges, qui tient la fonction d'aumônier.
Au début de l'offertoire, sept hérauts d'armes suivis de quatre chevaliers de l'Ordre du Saint-Esprit invitent le roi à se déplacer jusqu'à l'autel, pour qu'il donne ses offrandes. Les quatre offrandes, chacune apportée par un chevalier, consistent en du vin contenu dans un vase fabriqué en or ciselé, un pain fait en argent, un deuxième pain fait en or ainsi qu'une bourse contenant 13 pièces d'or d'une valeur de 20 écus chacune dont l'avers représente le buste d'Henri IV complété de l'inscription « Henricus quartus Francorum et Navarre Rex M. D. XCIV » et le revers figurant un Hercule adjoint d'une phrase, une devise qui marqua l'enfance du roi, « Invia virtutilis nulla est via » (« Il n'est pas de chemin impossible à l'homme vertueux »),,. Les treize pièces, gravées par le médailleur Philippe Danfrie, sont offertes à l'évêque consécrateur, en écho à
un ancien rite matrimonial.
Durant le passage de la Pax domini, l'osculatoire est présenté à Henri IV. Après que les dernières oraisons aient été prononcées, le roi vient participer à la communion. Lorsqu'Henri IV vient à communier, la couronne qu'il portait pendant la cérémonie de son sacre est ôtée et la deuxième couronne, plus légère que la précédente, est déposée sur la tête du roi. La couronne de sacre est gardée par le duc de Montbazon. Le sceptre et la main de justice sont, quant à eux, conservés par deux autres grands seigneurs. Les instruments royaux sont ultérieurement transportés à la basilique de Saint-Denis. Il est fait de même pour les vêtements royaux, à l'exception des gants de sacre, de la chemise et de la camisole dont les cendres sont réservées au mercredi des Cendres suivant.
Tandis qu'Henri IV revient au palais épiscopal, la Sainte Ampoule de Marmoutier est transportée jusqu'à l'abbaye de Saint-Père.

#### Rituels ultérieurs

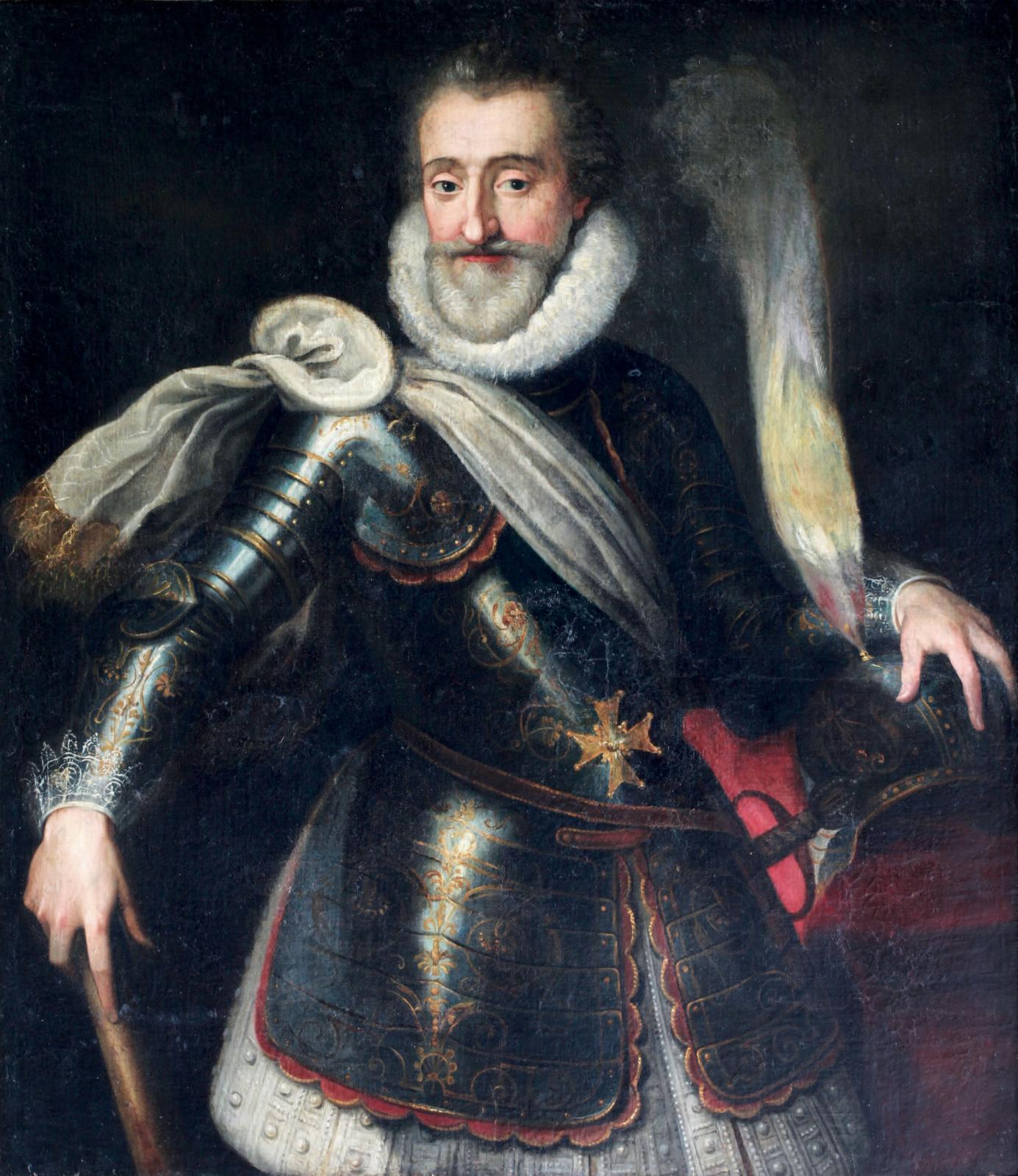
Henri IV portant les insignes de l'ordre du Saint-Esprit.

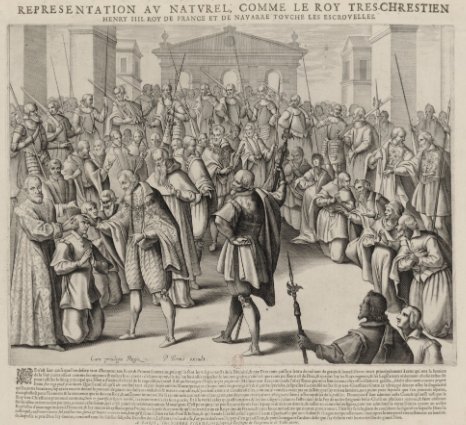
Henri IV touchant les scrofuleux. Estampe de Pierre Firens.

##### Cérémonie de l'Ordre du Saint-Esprit
La cérémomie de la remise de l'ordre du Saint-Esprit est célébrée dans la cathédrale de Chartres le lendemain du sacre, le 28 février, à 15 h. Une nouvelle procession, à présent composée de membres de l'Ordre du Saint-Esprit, se met en marche du palais épiscopal jusqu'à la cathédrale. Dans l'enceinte de Notre-Dame de Chartres, de même que pour les serments à l'église et au royaume, Henri IV fait son serment à l'ordre du Saint-Esprit sur l'évangile. Par son serment de grand-maître de l'ordre du Saint-Esprit, Henri IV jure de « maintenir » et « faire observer les statuts » de l'ordre de Saint-Michel, créé en 1469 par Louis XI et l'ordre du Saint-Esprit, instauré en 1578 par Henri III,,. Le manteau de l'ordre du Saint-Esprit est remis par Guillaume Pot de Rhodes. L'évêque de Chartres se charge de remettre le collier,. Pour Denise Turrel, la cérémonie de l'ordre du Saint-Esprit, « par les paroles prononcées, les gestes accomplis, l'objet manipulé, évoque, de façon encore plus précise, la remise des insignes royaux ».

##### Toucher des écrouelles
À contrario de ces prédécesseurs, Henri IV n'entreprend pas de visite à Corbeny pour la remise du crâne de saint Marcoul. Il n'effectue pas non plus, le lendemain de la cérémonie du sacre, le traditionnel rite du toucher des scrofuleux, mais le 10 avril suivant, à Paris. Le roi renouvelle cet acte rituel le jour de Pâques, puis à la Pentecôte, à la Toussaint et à Noël.